# Русаков, Дмитрий Александрович
Дмитрий Александрович Русаков — советский военный, государственный и политический деятель, генерал-майор технических войск (1943).

## Биография
Родился в 1896 году в селе Ново-Никольск. Член КПСС.
С 1918 года — на военной службе, общественной и политической работе. В 1918—1955 гг. — участник Гражданской войны, на командных должностях в военно-дорожном строительстве Рабоче-Крестьянской Красной Армии, начальник Дорожного управления Дальневосточного фронта, начальник военно-строительного управления № 31 Забайкальского фронта, начальник военно-строительного управления в Украинской ССР.
За проектирование и скоростное строительство автомагистрали был удостоен в составе коллектива Сталинской премии 1951 года.
Умер в Москве в 1969 году. Похоронен на Ваганьковском кладбище.